# NGC 3215
NGC 3215 (również PGC 30840 lub UGC 5659) – galaktyka spiralna (Sbc), znajdująca się w gwiazdozbiorze Smoka. Odkrył ją William Herschel 26 września 1802 roku. Prawdopodobnie oddziałuje grawitacyjnie z sąsiednią NGC 3212, obie te galaktyki stanowią obiekt Arp 181 w Atlasie Osobliwych Galaktyk Haltona Arpa.